# Fråga stjärnorna
Fråga stjärnorna, skriven av CajsaStina Åkerström, är en låt som framfördes av CajsaStina Åkerström på hennes debutalbum CajsaStina från 1994, samt släpptes på singel samma år. Låten blev en stor hit i Sverige.
Singeln placerade sig som bäst på 12:e plats på försäljningslistan för singlar i Sverige.
Melodin testades på Svensktoppen, där den låg i nio veckor under perioden 9 april–4 juni 1994, med andraplats som högsta placering .

## Listplaceringar
| Lista (1994) | Position |
| ------------ | -------- |
| Sverige      | 12       |

### Fotnoter
1. ↑  ”Svensk mediedatabas”. http://smdb.kb.se/catalog/id/001504980. Läst 25 maj 2011.
2. ↑  ”Svensk mediedatabas”. http://smdb.kb.se/catalog/id/001504981. Läst 25 maj 2011.
3. ↑  Svensktoppen - 1994
4. ↑  Swedishcharts - Fråga stjärnorna på den svenska singellistan